# Église Saint-Vincent de Challes-les-Eaux
L’église Saint-Vincent de Challes-les-Eaux est une église située dans le centre-ville de la commune française de Challes-les-Eaux, dans le département de la Savoie en région Auvergne-Rhône-Alpes.
Bien que l’église ne soit pas protégée au titre de Monument Historique, sa cloche est classée  objet historique depuis le 23 décembre 1942.

## Histoire

### Une gestation compliquée
La construction de l’église actuelle se décide dans un cadre assez difficile, : alors que l’ancienne église, installée dans le bourg de Triviers, est éloignée et dans un état de dégradation avancée, une grange dans le hameau du Grand Barberaz la remplace à partir de 1820,. A l’hiver 1931, cette dernière est détruite par un incendie criminel,, laissant la municipalité et la paroisse face à un dilemme : réparer l’ancien édifice, éloignée du centre-bourg et vétuste, ou construire un nouveau lieu de culte,. Le deuxième choix s’impose, mais le financement et le lieu font l’objet de nombreuses discussions,, puisque le projet est abordé dans pas moins de 12 séances du conseil entre 1832 et 1835. Le budget prévisionnel, initialement de 23 000 livres, descend à 15 000 livres à la suite du choix de réutiliser les pierres de l’ancienne église.

### La construction
Le 4 juillet 1835, le cahier des charges est rédigé devant un notaire, mais quelques modifications sont présentes par rapport au projet initial : le plancher laisse place à une allée en ciment, tandis que le plafond de la nef devient une simple voute. La fin des travaux est alors prévue pour le 1er janvier 1837, mais l’architecte diocésain Tournier, qui a conçu les plans initiaux, se rétracte en arguant de la nécessité de refaire les plans à la suite des modifications demandées. La municipalité fait alors appel à un autre architecte, Mr Boguty, qui reprend le dossier.
Les travaux se déroulent entre mars 1836 et juin 1837 sous la direction de trois entreprises : Vanny, Grosso et Longo. L’église est consacrée l’archevêque Antoine Martinet en avril 1838.

## Architecture

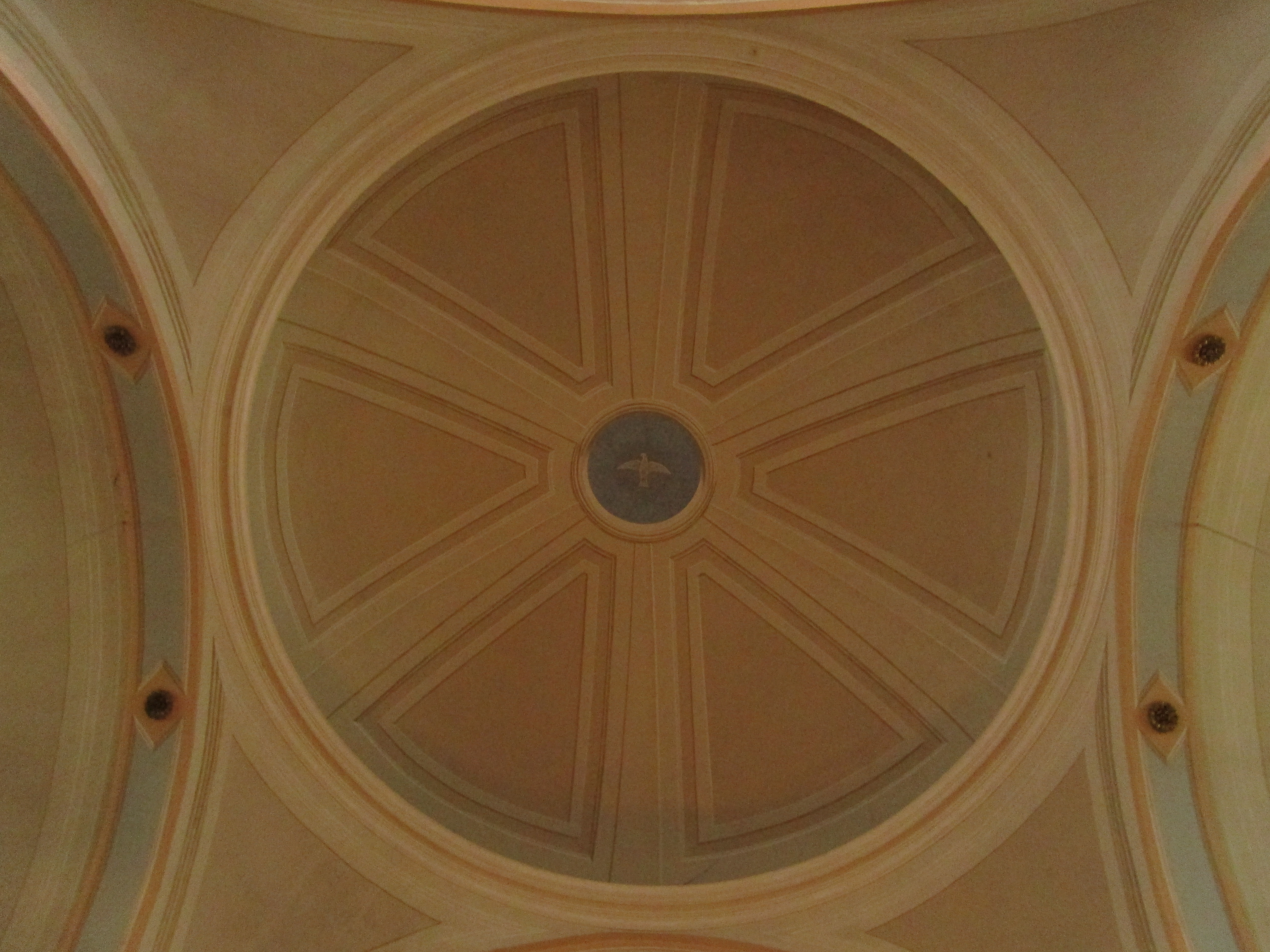
Vue sous la coupole.